# Stygiomysis ibarrae
Stygiomysis ibarrae is een kreeftachtigensoort uit de familie van de Stygiomysidae. De wetenschappelijke naam van de soort is voor het eerst geldig gepubliceerd in 1996 door Ortiz, Lalana & Perez.